# Campeonato Paranaense de Futebol de 1943
O Campeonato Paranaense de 1943 foi a 29.ª edição do campeonato estadual e contou com a presença de sete agremiações apenas da capital: Curitiba. O campeão foi o Clube Atlético Paranaense que conquistou o seu sétimo título estadual, vencendo o rival Coritiba Foot Ball Club na decisão. Neno, jogador do Coritiba, repetiu a artilharia pela terceira vez e o Paranaense Futebol Clube, ex-Palestra Itália modificou de nome para Clube Atlético Comercial.
Como destaques do campeonato, foram o goleiro Caju e os jogadores Batista e Lupércio, além do paraguaio Ibarrola. 

## Clubes Participantes
| Equipe                             | Cidade   | Região                           | Classificado por | Estádio | Capacidade | Títulos                                           | Participações |
| ---------------------------------- | -------- | -------------------------------- | ---------------- | ------- | ---------- | ------------------------------------------------- | ------------- |
| Esporte Clube Brasil               | Curitiba | Região Metropolitana de Curitiba | Lugar            | --      | --         | 0 (não possui)                                    | 8             |
| Sociedade Educação Física Juventus | Curitiba | Região Metropolitana de Curitiba | Lugar            | --      | --         | 0 (não possui)                                    | 2             |
| Britânia Sport Club                | Curitiba | Região Metropolitana de Curitiba | Lugar            | --      | --         | 6 (1918, 1919,1920,1921,1922,1923)                | 16            |
| Clube Atlético Comercial           | Curitiba | Região Metropolitana de Curitiba | Lugar            | --      | --         | 3 (1924, 1926, 1932)                              | 10            |
| Ferroviário                        | Curitiba | Região Metropolitana de Curitiba | Lugar            | --      | --         | 2 (1937, 1938)                                    | 4             |
| Coritiba Foot Ball Club            | Curitiba | Região Metropolitana de Curitiba | Campeão          | --      | --         | 8 (1916, 1927,1931, 1933, 1935, 1939, 1941, 1942) | 21            |
| Clube Atlético Paranaense          | Curitiba | Região Metropolitana de Curitiba | Lugar            | --      | --         | 5 (1925, 1926, 1930,1934, 1936, 1940)             | 11            |

- 1° Lugar Clube Atlético Paranaense
- 2° Lugar Coritiba Foot Ball Club
- 3° Lugar Esporte Clube Brasil
- 4° Lugar Clube Atlético Comercial
- 5° Lugar Britânia Sport Club
- 6° Lugar Clube Atlético Ferroviário
- 7° Lugar Sociedade Educação Física Juventus

## Regulamento
Campeonato em dois turnos, com o vencedor do primeiro turno, encontrando o vencedor do segundo, em uma final.

## Finais
- 9 de janeiro de 1944
- Coritiba 2 x 3 Atlético

- 16 de janeiro de 1944
- Atlético 3 x 2 Coritiba

## Campeão
| Campeonato Paranaense de 1943       |
| ----------------------------------- |
| Clube Atlético Paranaense 7° Título |